# Prix British Science Fiction
Le prix British Science Fiction est un prix littéraire créé en 1970 par la British Science Fiction Association et récompensant des œuvres de science-fiction.
Les prix sont décernés chaque année lors des conventions nationales de science-fiction britanniques (Eastercon).

## Catégories de récompense
- Meilleur roman (depuis le prix 1969)
- Meilleure fiction plus courte (depuis le prix 2023)
- Meilleure fiction courte (depuis le prix 1979)
- Meilleur livre non-fictif (depuis le prix 2001)
- Meilleur livre pour jeune lectorat (depuis 2021)[1]
- Meilleur artiste (du prix 1979 au prix 1990)
- Meilleur œuvre d'art d'art (depuis le prix 1991)
- Meilleur média (de 1978 à 1991)

## Palmarès

### Années 1960

#### 1969
- Roman : Tous à Zanzibar (Stand on Zanzibar) par John Brunner

### Années 1970

#### 1970
- Roman : L'Orbite déchiquetée (The Jagged Orbit) par John Brunner

#### 1971
- Recueil de nouvelles : L'Instant de l'éclipse (The Moment of Eclipse) par Brian Aldiss

#### 1972
- Roman : non décerné

#### 1973
- Roman : Rendez-vous avec Rama (Rendezvous with Rama) par Arthur C. Clarke
- Prix spécial : Billion Year Spree par Brian Aldiss

#### 1974
- Roman : Le Monde inverti (Inverted World) par Christopher Priest

#### 1975
- Roman : Orbitville (Orbitsville) par Bob Shaw

#### 1976
- Roman : Les Brontosaures mécaniques (Brontomek!) par Michael Coney
- Prix spécial : A Pictorial History of Science Fiction par David Kyle

#### 1977
- Roman : Le Modèle Jonas (The Jonah Kit) par Ian Watson

#### 1978
- Roman : Substance Mort (A Scanner Darkly) par Philip K. Dick
- Recueil de nouvelles : Deathbird Stories par Harlan Ellison
- Média : The Hitchhiker's Guide to the Galaxy (première série radiophonique) - Douglas Adams

#### 1979
- Roman : Le Rêveur illimité (The Unlimited Dream Company) par James Graham Ballard
- Fiction courte : Et j’erre solitaire et pâle (Palely Loitering) par Christopher Priest
- Artiste : Jim Burns
- Média : l'enregistrement de H2G2

### Années 1980
| Sommaire : | - Haut - 1980 - 1981 - 1982 - 1983 - 1984 - 1985 - 1986 - 1987 - 1988 - 1989 |

#### 1980
- Roman : Un paysage du temps (Timescape) par Gregory Benford
- Fiction courte : Le Brave Petit Grille-pain (The Brave Little Toaster) par Thomas M. Disch
- Artiste : Peter Andrew Jones
- Média : The Hitchhiker's Guide to the Galaxy (deuxième série radiophonique) - Douglas Adams

#### 1981
- Roman : L'Ombre du bourreau (The Shadow of the Torturer) par Gene Wolfe
- Fiction courte : La Forêt des Mythagos (Mythago Wood) par Robert Holdstock
- Artiste : Bruce Pennington
- Média : Bandits, bandits

#### 1982
- Roman : Le Printemps d'Helliconia (Helliconia Spring) par Brian Aldiss
- Fiction courte : Kitemaster par Keith Roberts
- Artiste : Tim White (en)
- Média : Blade Runner

#### 1983
- Roman : Tik-Tok (Tik-Tok) par John Sladek
- Fiction courte : Images rémanentes (After-Images) par Malcolm Edwards
- Artiste : Bruce Pennington
- Média : Android

#### 1984
- Roman : La Forêt des Mythagos (Mythago Wood) par Robert Holdstock
- Fiction courte : Le Pays invaincu. Histoire d'une vie (The Unconquered Country) par Geoff Ryman
- Artiste : Jim Burns
- Média : La Compagnie des loups

#### 1985
- Roman : L'Hiver d'Helliconia (Helliconia Winter) par Brian Aldiss
- Fiction courte : Cube Root par David Langford
- Artiste : Jim Burns
- Média : Brazil

#### 1986
- Roman : The Ragged Astronauts par Bob Shaw
- Fiction courte : Kaeti and the Hangman par Keith Roberts
- Artiste : Keith Roberts
- Média : Aliens, le retour

#### 1987
- Roman : Grainne (Gráinne) par Keith Roberts
- Fiction courte : Love Sickness par Geoff Ryman
- Artiste : Jim Burns
- Média : Star Cops

#### 1988
- Roman : Lavondyss (Lavondyss) par Robert Holdstock
- Fiction courte : Cauchemar au pays des jouets (Dark Night in Toyland) par Bob Shaw
- Artiste : Alan Lee
- Média : Qui veut la peau de Roger Rabbit

#### 1989
- Roman : Pyramides (Pyramids) par Terry Pratchett
- Fiction courte : In Translation par Lisa Tuttle
- Artiste : Jim Burns
- Média : Red Dwarf

### Années 1990
| Sommaire : | - Haut - 1990 - 1991 - 1992 - 1993 - 1994 - 1995 - 1996 - 1997 - 1998 - 1999 |

#### 1990
- Roman : Le Pays de Cocagne (Take Back Plenty) par Colin Greenland
- Fiction courte : Le Retour du docteur Shade (The Original Doctor Shade) par Kim Newman
- Artiste : Ian Miller
- Média : Twin Peaks

#### 1991
- Roman : La Chute d'Hypérion (The Fall of Hyperion) par Dan Simmons
- Fiction courte : Mauvais Timing (Bad Timing) par Molly Brown
- Œuvre d'art : Mark Harrison
- Média : Terminator 2 : Le Jugement dernier

#### 1992
- Roman : Mars la rouge (Red Mars) par Kim Stanley Robinson
- Fiction courte : Innocent par Ian McDonald
- Œuvre d'art : Jim Burns

#### 1993
- Roman : Aztec Century par Christopher Evans
- Fiction courte : L'Arbre aux épines (The Ragthorn) par Robert Holdstock et Garry Kilworth
- Œuvre d'art : Jim Burns
- Prix spécial : The Encyclopedia of Science Fiction par John Clute et Peter Nicholls

#### 1994
- Roman : Efroyabl Ange1 (Feersum Endjinn) par Iain M. Banks
- Fiction courte : The Double Felix par Paul Di Filippo
- Œuvre d'art : Jim Burns

#### 1995
- Roman : Les Vaisseaux du temps (The Time Ships) par Stephen Baxter
- Fiction courte : The Hunger and Ecstasy of Vampires par Brian Stableford
- Œuvre d'art : la couverture de Seasons of Plenty par Jim Burns

#### 1996
- Roman : Excession (Excession) par Iain M. Banks
- Fiction courte : A Crab Must Try par Barrington J. Bayley
- Œuvre d'art : la couverture de Anciens Rivages (Ancient Shores) par Jim Burns

#### 1997
- Roman : Le Moineau de Dieu (The Sparrow) par Mary Doria Russell
- Fiction courte : War Birds par Stephen Baxter
- Œuvre d'art : la couverture de The Black Blood of the Dead par SMS

#### 1998
- Roman : Les Extrêmes (The Extremes) par Christopher Priest
- Fiction courte : La Cenerentola par Gwyneth Jones
- Œuvre d'art : la couverture de Prestimion le Coronal (Lord Prestimion) par Jim Burns

#### 1999
- Roman : The Sky Road par Ken MacLeod
- Fiction courte : Hunting the Slarque par Eric Brown
- Œuvre d'art : la couverture de Darwinia (Darwinia) par Jim Burns

### Années 2000
| Sommaire : | - Haut - 2000 - 2001 - 2002 - 2003 - 2004 - 2005 - 2006 - 2007 - 2008 - 2009 |

#### 2000
- Roman : La Guerrière oubliée (Ash: A Secret History) par Mary Gentle
- Fiction courte : The Suspect Genome par Peter F. Hamilton
- Œuvre d'art : la couverture de Hideaway par Dominic Harman

#### 2001
- Roman : La Cité du gouffre (Chasm City) par Alastair Reynolds
- Fiction courte : Children of Winter par Eric Brown
- Œuvre d'art : la couverture de Omegatropic par Colin Odell
- Livre non-fictif : Omegatropic par Stephen Baxter

#### 2002
- Roman : La Séparation (The Separation) par Christopher Priest
- Fiction courte : Coraline (Coraline) par Neil Gaiman
- Œuvre d'art : la couverture de Interzone 179 par Dominic Harman
- Publication connexe : Introduction to Maps: The Uncollected John Sladek par David Langford

#### 2003
- Roman : Felaheen par Jon Courtenay Grimwood
- Fiction courte : Des loups dans les murs (The Wolves in the Walls) par Neil Gaiman
- Œuvre d'art : la couverture de The True Knowledge of Ken MacLeod par Colin Odell
- Livre non-fictif : Reading Science Fiction par Farah Mendlesohn

#### 2004
- Roman : Le Fleuve des dieux (River of Gods) par Ian McDonald
- Fiction courte : Mayflower II par Stephen Baxter
- Œuvre d'art : la couverture de Newton's Wake par Stephan Martinière

#### 2005
- Roman : Air par Geoff Ryman
- Fiction courte : Magie pour débutants (Magic for Beginners) par Kelly Link
- Œuvre d'art : la couverture de Interzone #200 par Pawel Lewandowski
- Livre non-fictif : Soundings: Reviews 1992-1996 par Gary K. Wolfe

#### 2006
- Roman : End of the World Blues par Jon Courtenay Grimwood
- Fiction courte : L'Épouse du djinn (The Djinn's Wife) par Ian McDonald
- Œuvre d'art : la couverture de Time Pieces Angelbot par Christopher Baker

#### 2007
- Roman : Brasyl (Brasyl) par Ian McDonald
- Fiction courte : Lighting Out par Ken MacLeod
- Œuvre d'art : Cracked World, couverture de DisLocations par Andy Bigwood

#### 2008
- Roman : The Night Sessions par Ken MacLeod
- Fiction courte : Expiration (Exhalation) par Ted Chiang
- Œuvre d'art : la couverture de Subterfuge par Andy Bigwood
- Livre non-fictif : Rhetorics of Fantasy par Farah Mendlesohn

#### 2009
- Roman : The City and the City (The City and the City) par China Miéville
- Fiction courte : The Beloved Time of Their Lives par Ian Watson et Roberto Quaglia
- Œuvre d'art : la couverture de Desolation Road (Desolation Road) par Stephan Martinière
- Livre non-fictif : Mutant Popcorn par Nick Lowe

### Années 2010
| Sommaire : | - Haut - 2010 - 2011 - 2012 - 2013 - 2014 - 2015 - 2016 - 2017 - 2018 - 2019 |

#### 2010
- Roman : La Maison des derviches (The Dervish House) par Ian McDonald
- Fiction courte : The Ship Maker par Aliette de Bodard
- Œuvre d'art : la couverture de Zoo City (Zoo City) par Joey Hi-Fi
- Livre non-fictif : Blogging the Hugos: Decline par Paul Kincaid

#### 2011
- Roman : Les Insulaires (The Islanders) par Christopher Priest
- Fiction courte : The Copenhagen Interpretation par Paul Cornell
- Œuvre d'art : la couverture de The Noise Revealed par Dominic Harman
- Livre non-fictif : The Encyclopedia of Science Fiction troisième édition par John Clute, Peter Nicholls, David Langford et Graham Sleight

#### 2012
- Roman : Jack Glass (Jack Glass) par Adam Roberts
- Fiction courte : Adrift on the Sea of Rains par Ian Sales
- Œuvre d'art : la couverture de Jack Glass (Jack Glass) par Blacksheep
- Livre non-fictif : The World SF Blog édité par Lavie Tidhar

#### 2013
- Roman : La Justice de l'ancillaire (Ancillary Justice) par Ann Leckie et Ack-Ack Macaque par Gareth L. Powell (ex æquo)
- Fiction courte : Spin (Spin) par Nina Allan
- Œuvre d'art : la couverture de Dream London par Joey Hi-fi
- Livre non-fictif : Wonderbook par Jeff VanderMeer

#### 2014
- Roman : L'Épée de l'ancillaire (Ancillary Sword) par Ann Leckie
- Fiction courte : The Honey Trap par Ruth E J Booth
- Œuvre d'art : la sculpture The Wasp Factory par Tessa Farmer
- Livre non-fictif : Science Fiction and Fantasy Writers in the Great War par Edward James

#### 2015
- Roman : La Chute de la maison aux flèches d'argent (The House of Shattered Wings) par Aliette de Bodard
- Fiction courte : Trois tasses de deuil sous les étoiles (Three Cups of Grief, by Starlight) par Aliette de Bodard
- Œuvre d'art : la couverture de Pelquin’s Comet par Jim Burns
- Livre non-fictif : Rave and Let Die: The SF and Fantasy of 2014 par Adam Roberts

#### 2016
- Roman : Europe in Winter par Dave Hutchinson
- Fiction courte : Liberty Bird par Jaine Fenn
- Œuvre d'art : la couverture de Central Station (Central Station) par Sarah Anne Langton
- Livre non-fictif : 100 African Writers of SFF par Geoff Ryman

#### 2017
- Roman : La Fracture (The Rift) par Nina Allan
- Fiction courte : The Enclave par Anne Charnock
- Œuvre d'art : la couverture de The Ion Raider par Jim Burns et les illustrations de Waiting on a Bright Moon par Victo Ngai (ex æquo)
- Livre non-fictif : Iain M. Banks par Paul Kincaid

#### 2018
- Roman : Braises de guerre (Embers of War) par Gareth L. Powell
- Fiction courte : Le temps fut (Time Was) par Ian McDonald
- Œuvre d'art : In the Vanishers’ Palace: Dragon I and II par Likhain
- Livre non-fictif : On motherhood and erasure: people-shaped holes, hollow characters and the illusion of impossible adventures par Aliette de Bodard

#### 2019
- Roman : Dans les profondeurs du temps (Children of Ruin) par Adrian Tchaikovsky
- Fiction courte : Les Oiseaux du temps (This is How You Lose the Time War) par Amal El-Mohtar et Max Gladstone
- Œuvre d'art : la couverture de Wourism and Other Stories par Chris Baker
- Livre non-fictif : The Pleasant Profession of Robert A. Heinlein par Farah Mendlesohn (en)

### Années 2020
| Sommaire : | - Haut - 2020 - 2021 - 2022 - 2023 - 2024 |

#### 2020
- Roman : Genèse de la cité (The City We Became) par N. K. Jemisin
- Fiction courte : Infinite Tea in the Demara Cafe par Ida Keogh
- Œuvre d'art : Shipbuilding Over the Clyde par Iain Clarke
- Livre non-fictif : It’s the End of the World: But What Are We Really Afraid of? par Adam Roberts

#### 2021
- Roman : Shards of Earth par Adrian Tchaikovsky
- Fiction courte : Fireheart Tiger par Aliette de Bodard
- Livre pour jeune lectorat : Iron Widow (Iron Widow) par Xiran Jay Zhao
- Œuvre d'art : Glasgow Green Woman par Iain Clarke
- Livre non-fictif : Worlds Apart: Worldbuilding in Fantasy and Science Fiction par Francesca T. Barbini

#### 2022
- Roman : City of Last Chances par Adrian Tchaikovsky
- Fiction courte : Of Charms, Ghosts and Grievances par Aliette de Bodard
- Livre pour jeune lectorat : Unraveller par Frances Hardinge
- Œuvre d'art : la couverture de The Red Scholar’s Wake par Alyssa Winans
- Livre non-fictif : Terry Pratchett : Une vie avec notes de bas de page : La Biographie officielle (Terry Pratchett: A Life with Footnotes) par Rob Wilkins (d)

#### 2023
- Roman : The Green Man's Quarry par Juliet E. McKenna (en)
- Fiction plus courte : And Put Away Childish Things par Adrian Tchaikovsky
- Fiction courte : How to Raise a Kraken in Your Bathtub par P. Djèlí Clark
- Livre pour jeune lectorat : The Library of Broken Worlds par Alaya Dawn Johnson
- Œuvre d'art : la couverture de The Surviving Sky par Leo Nickolls
- Livre non-fictif : A Traveller in Time: The Critical Practice of Maureen Kincaid Speller par Nina Allan, éd.

#### 2024
- Roman : Three Eight One par Aliya Whiteley (en)
- Fiction plus courte : Saturation Point par Adrian Tchaikovsky
- Fiction courte : Why Don’t We Just Kill the Kid in the Omelas Hole par Isabel J. Kim (en)
- Livre pour jeune lectorat : Doctor Who: Caged par Una McCormack (en)
- Œuvre d'art :  la couverture de Nova Scotia Vol 2 par Jenni Coutts
- Livre non-fictif : Track Changes par Abigail Nussbaum